# Schoonhoven
Schoonhoven (anhörenⓘ) ist eine Kleinstadt und eine ehemalige Gemeinde in den Niederlanden, Provinz Südholland. Am 1. Januar 2015 wurde sie in die Gemeinde Krimpenerwaard eingegliedert.

## Lage und Wirtschaft
Schoonhoven liegt etwa 12 km südöstlich von Gouda am Nordufer der Lek. Das andere Ufer dieses Flusses ist mit einer Autofähre zu erreichen. Während der Überfahrt hat man einen schönen Blick über Schoonhovens Altstadt.
Schoonhoven ist die „Silberstadt“ der Niederlande mit einer bedeutenden Fachschule für das Gold- und Silberschmiedehandwerk und die Uhrmacherei.
Wegen der kleinen, aber schönen Altstadt kommen auch viele Touristen für einen Kurzausflug nach Schoonhoven.
In der Umgebung wird Milchvieh für den Gouda-Käse gehalten.

## Geschichte

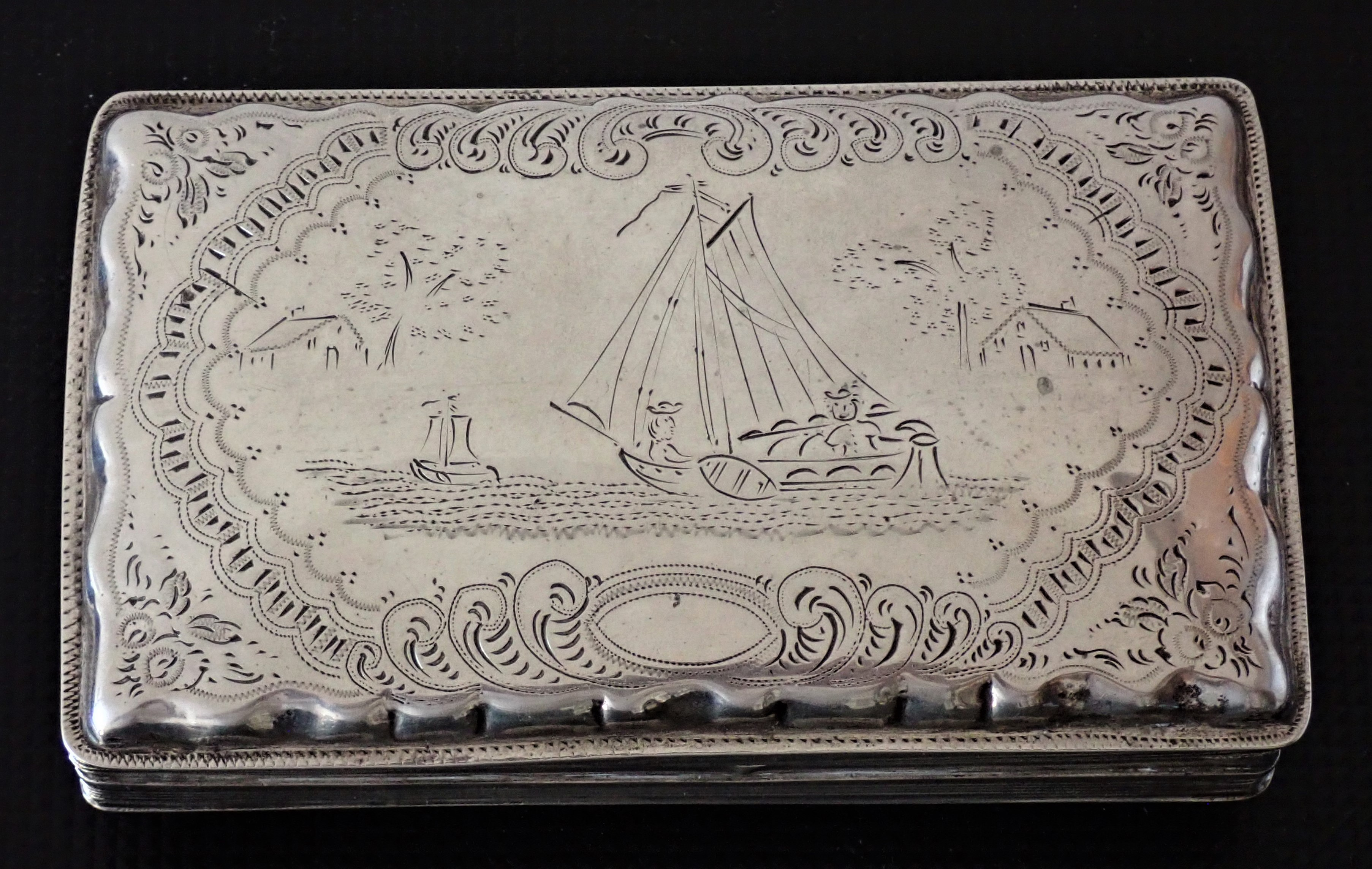
Tabakdose aus Silber, gefertigt in Schoonhoven 1874

Im Jahre 1247 schenkte Herr Johan I. van der Leede den Einwohnern des Dorfes Schoonhoven das Recht, einen Hafen anzulegen. Für sich selbst ließ er ein Schloss bauen (das 1518 durch ein Feuer verloren ging). Bald folgten andere Stadtrechte. Das Städtchen wurde um 1350 ummauert. Der Achtzigjährige Krieg brachte Schoonhoven viel Unheil: wiederholt wechselte es notgedrungen nach einer Eroberung die Seite. Die Befestigung wurde 1582 und 1601 erneuert. Mangels anderer Einnahmequellen suchten einige Bewohner ihr Heil in die Silberschmiedekunst. Im 18. Jahrhundert gab es sehr viele, die diesen Beruf ausübten, und dieses Handwerk ist für Schoonhoven immer noch von Bedeutung. Die Festung wurde 1816 geschleift, der Ort blieb jedoch Garnisonsstadt. Über Schoonhoven gingen viele Soldaten von 1945 bis 1949 in den Kampf gegen die indonesische Unabhängigkeitsbewegung.

## Sehenswürdigkeiten
Schoonhoven ist eine romantische, typisch holländische Kleinstadt. Bei der Lekfähre ist noch ein Stadttor erhalten geblieben. Das Rathaus (erbaut 1452) wurde im Jahr 1929 restauriert. Die Kirche in der Innenstadt (1375, Turm aus dem 15. Jahrhundert) beherbergt das Grabmal des Entdeckungsreisenden Olivier van Noort.
Bedeutend ist das Gold-, Silber- und Uhrenmuseum. Es werden oft Ausstellungen und Vorführungen gehalten über moderne, internationale Silberschmiedekunst, zum Teil in englischer Sprache.

## Politik

### Sitzverteilung im Gemeinderat
| Partei                     | Sitze | Sitze | Sitze | Sitze |
| Partei                     | 1998  | 2002  | 2006  | 2010  |
| -------------------------- | ----- | ----- | ----- | ----- |
| VVD                        | 2     | 2     | 2     | 3     |
| Gemeentebelang Schoonhoven | 4     | 3     | 4     | 3     |
| ChristenUnie/SGP           | —     | 2     | 2     | 2     |
| PvdA                       | 2     | —     | 3     | 2     |
| CDA                        | 3     | 3     | 2     | 2     |
| D66                        | 1     | —     | 0     | 2     |
| GroenLinks                 | 1     | 2     | 2     | 1     |
| PvdA/D66                   | —     | 3     | —     | —     |
| SGP/RPF                    | 2     | —     | —     | —     |
| Gesamt                     | 15    | 15    | 15    | 15    |

## Söhne und Töchter (Auswahl)
- Jacob van der Kop (1868–1945), Sportschütze
- Jo van Oosten Slingeland (1877–1945), Zeichnerin und Lithografin
- C.J.G. Cool-van Oosten Slingeland (1887–1975), Malerin, Zeichnerin und Grafikerin
- Peter Will (1896–1945), Angehöriger des niederländischen Widerstands gegen den Nationalsozialismus
- Clara de Vries (1915–1942), Jazztrompeterin
- Hendrik Koorevaar (* 1946), Theologe
- Bas Keijzer (* 1973), Schauspieler
- Chantal de Bruijn (* 1976), Feldhockeyspielerin
- Jan-Arie van der Heijden (* 1988), Fußballspieler
- Rick Karsdorp (* 1995), Fußballspieler

## Bilder

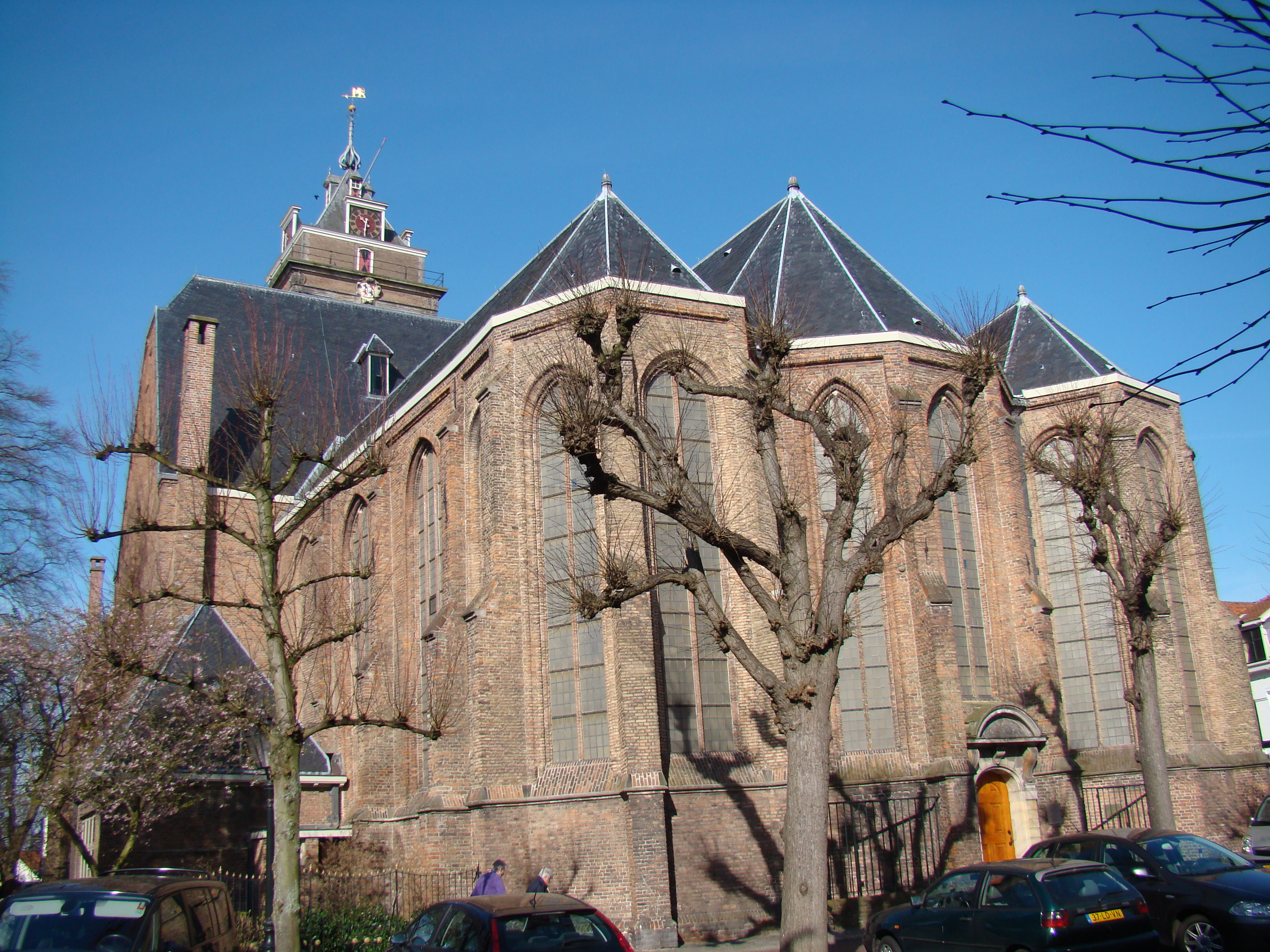
Die Bartholomäuskirche (Bartholomeuskerk) in Schoonhoven
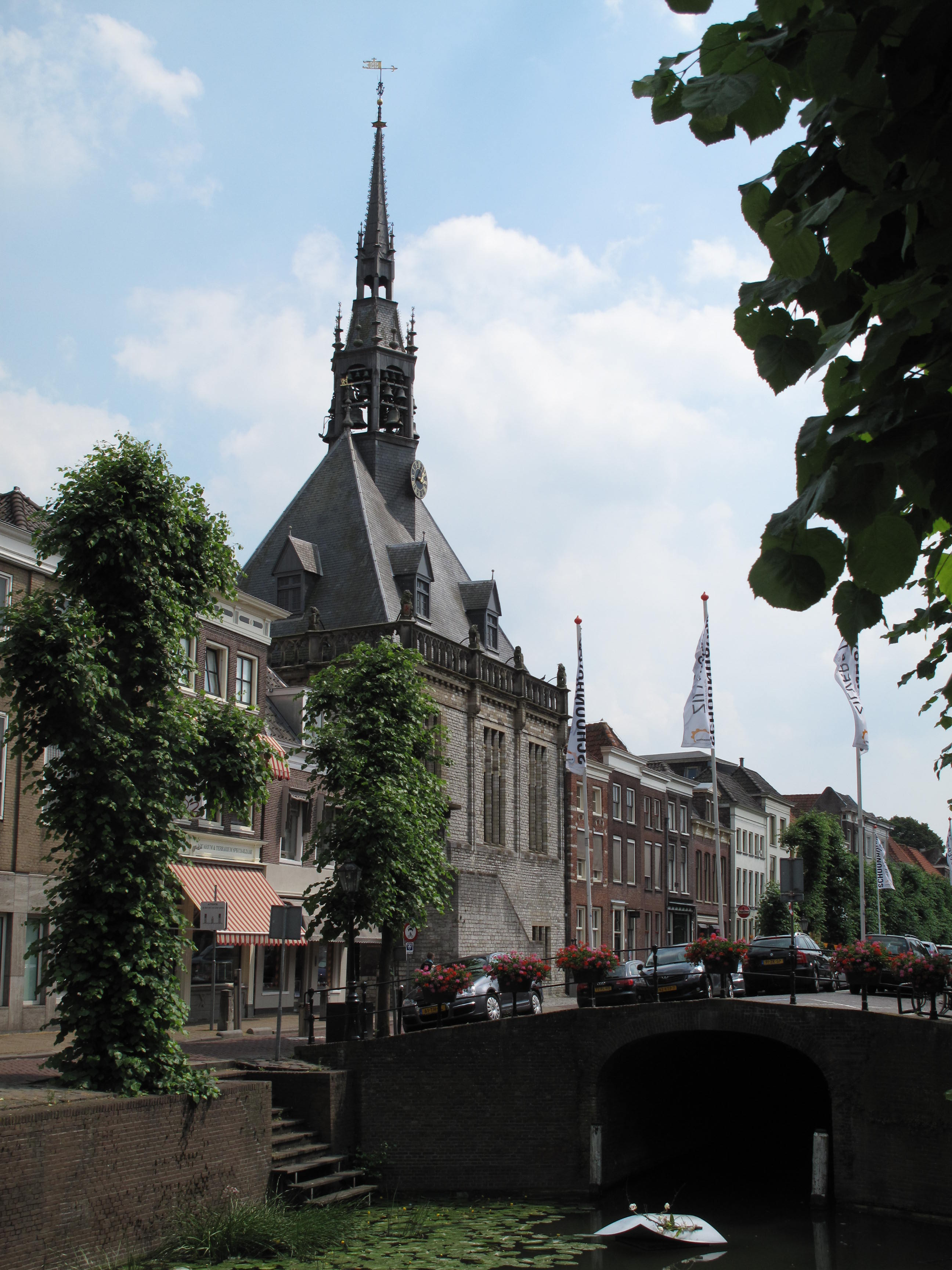
Schoonhoven, Rathaus
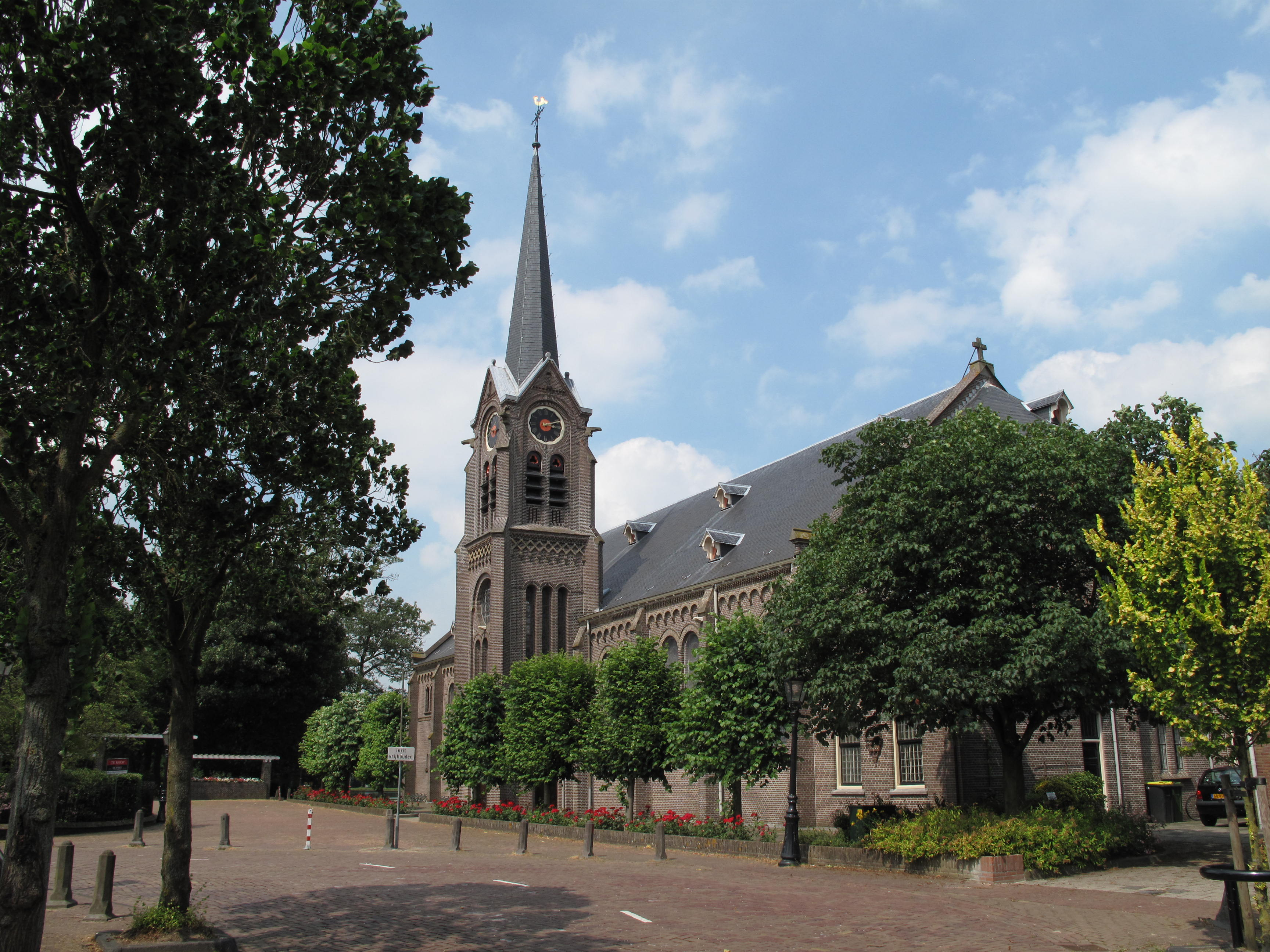
Schoonhoven, Kirche
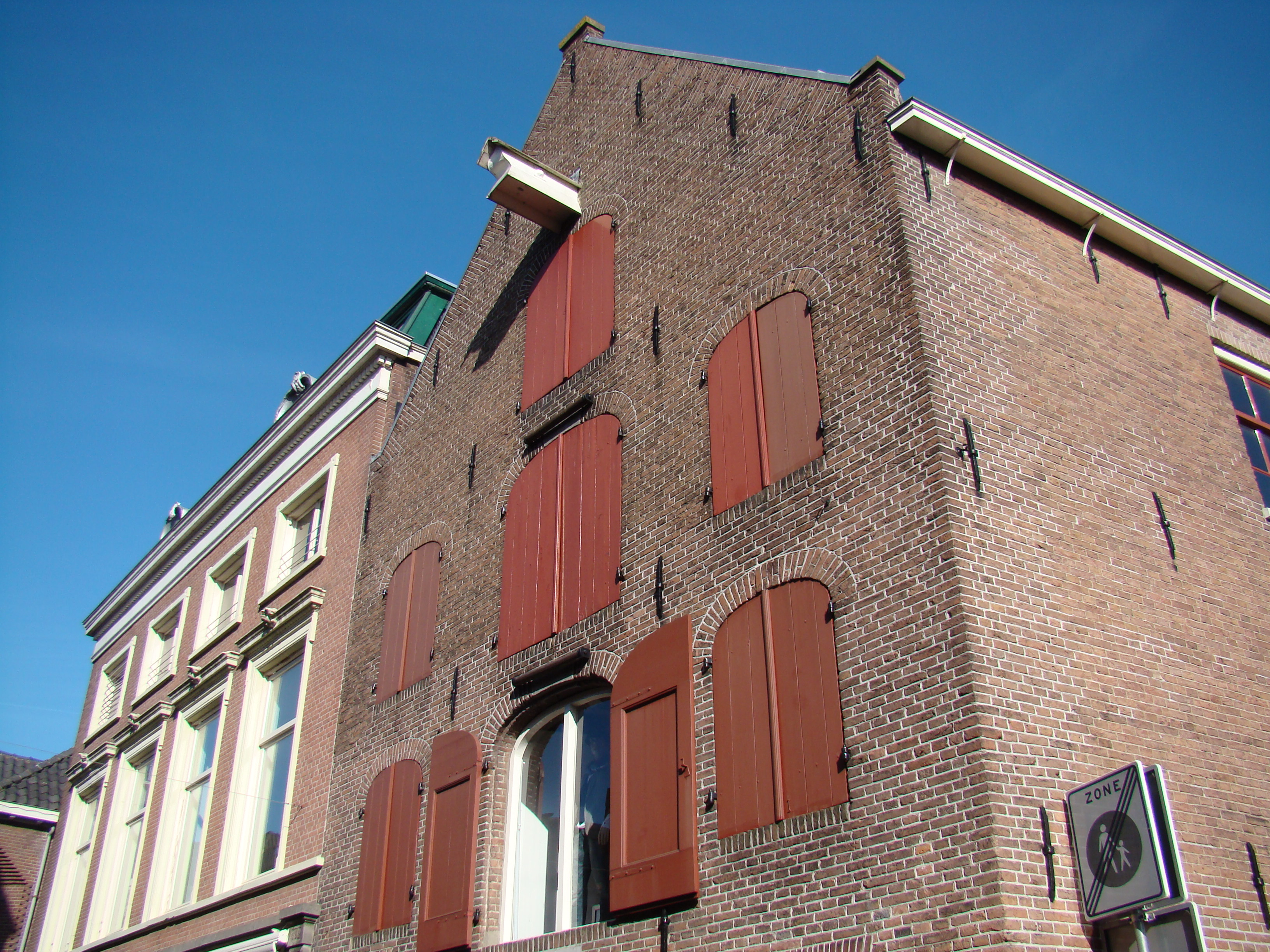
Speicher
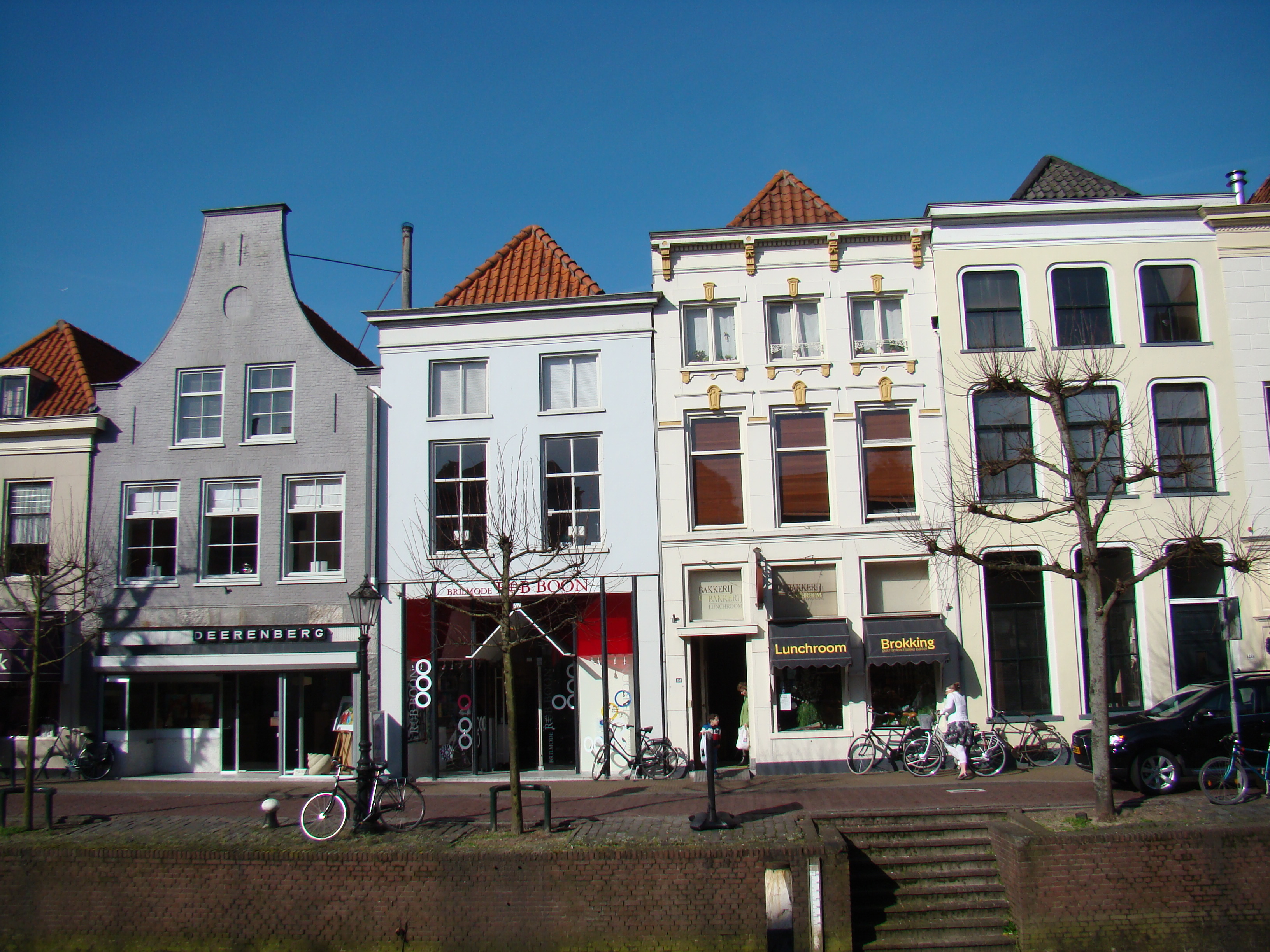
Stadtbild
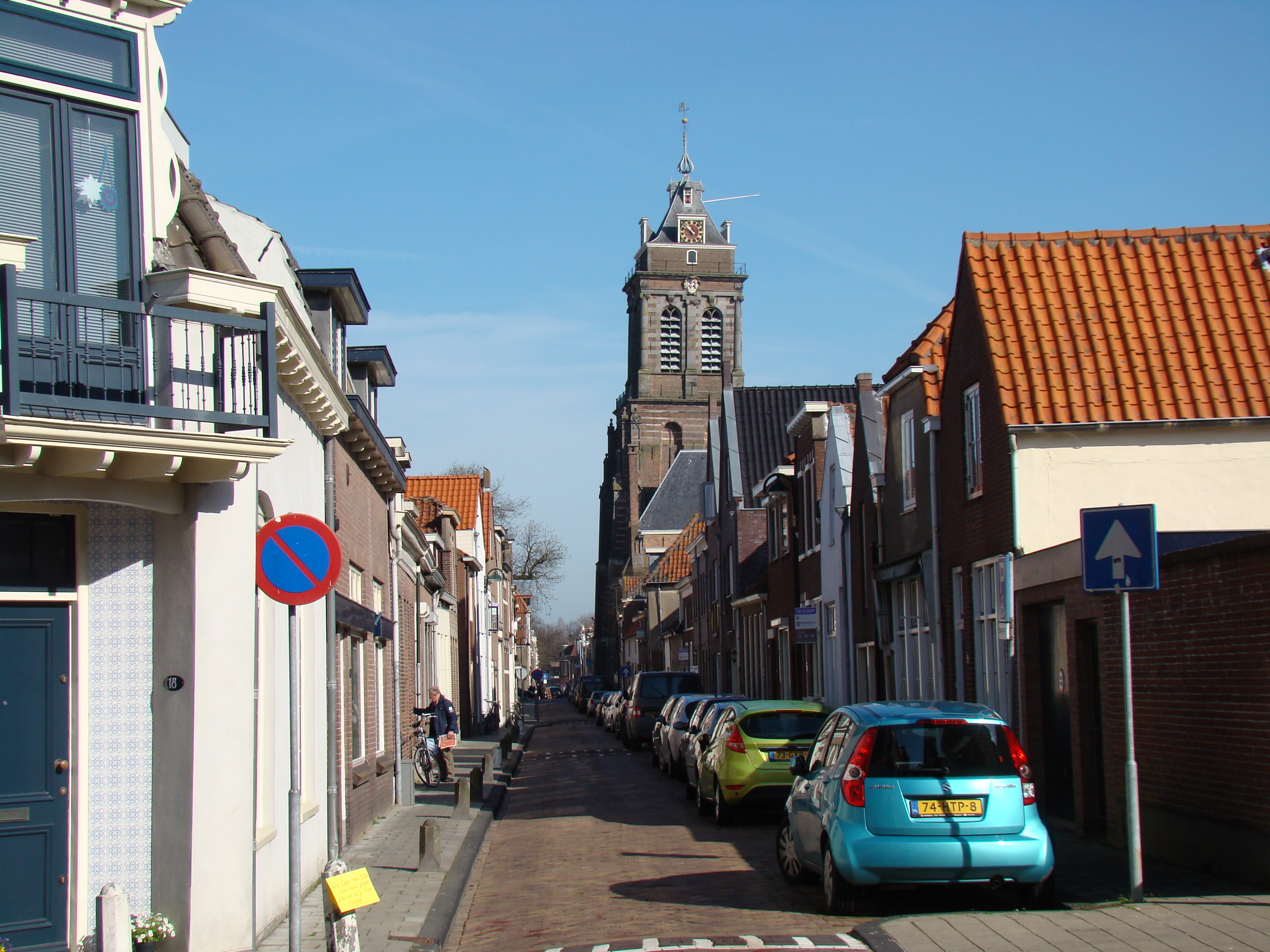
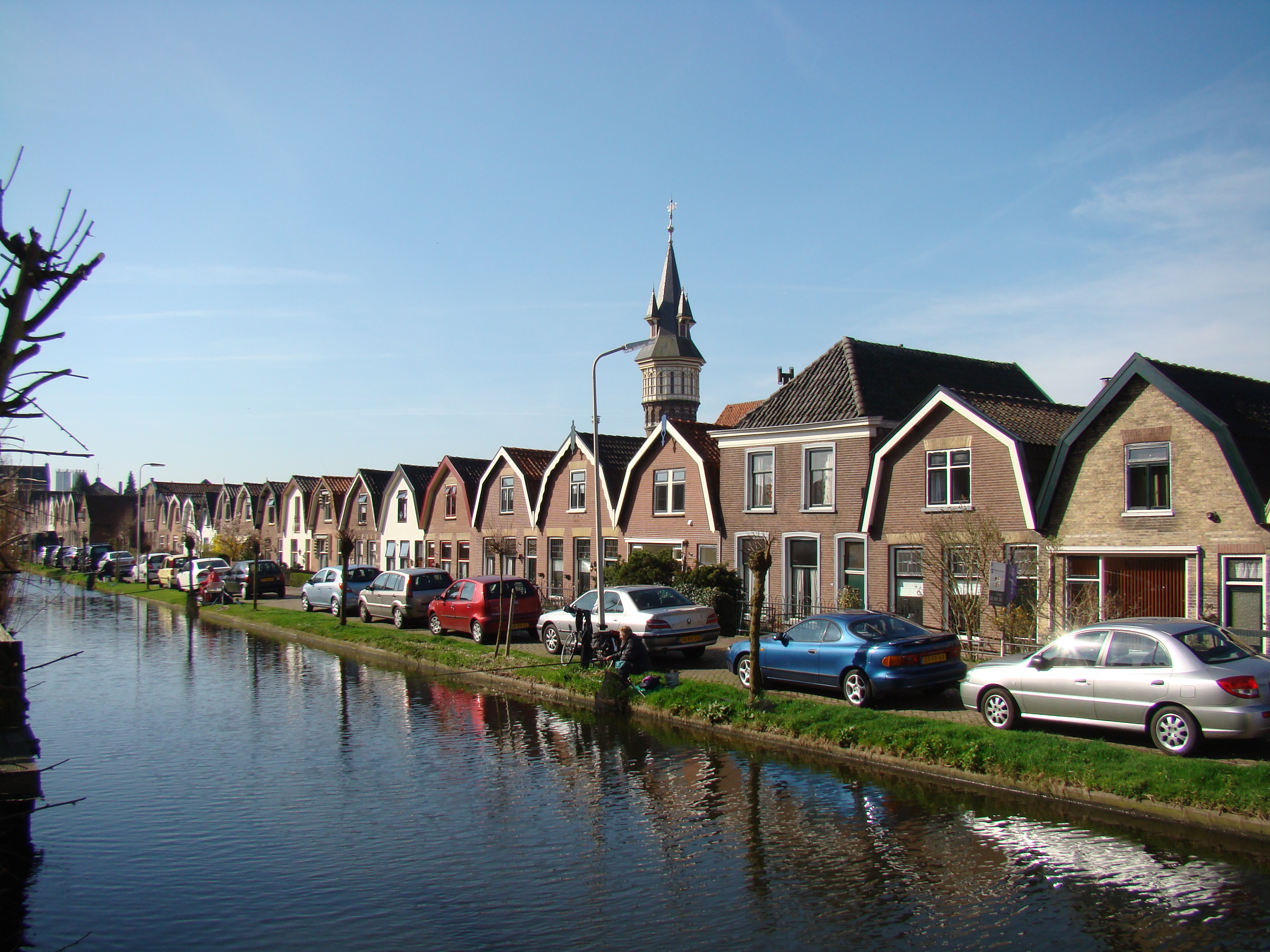
Gracht
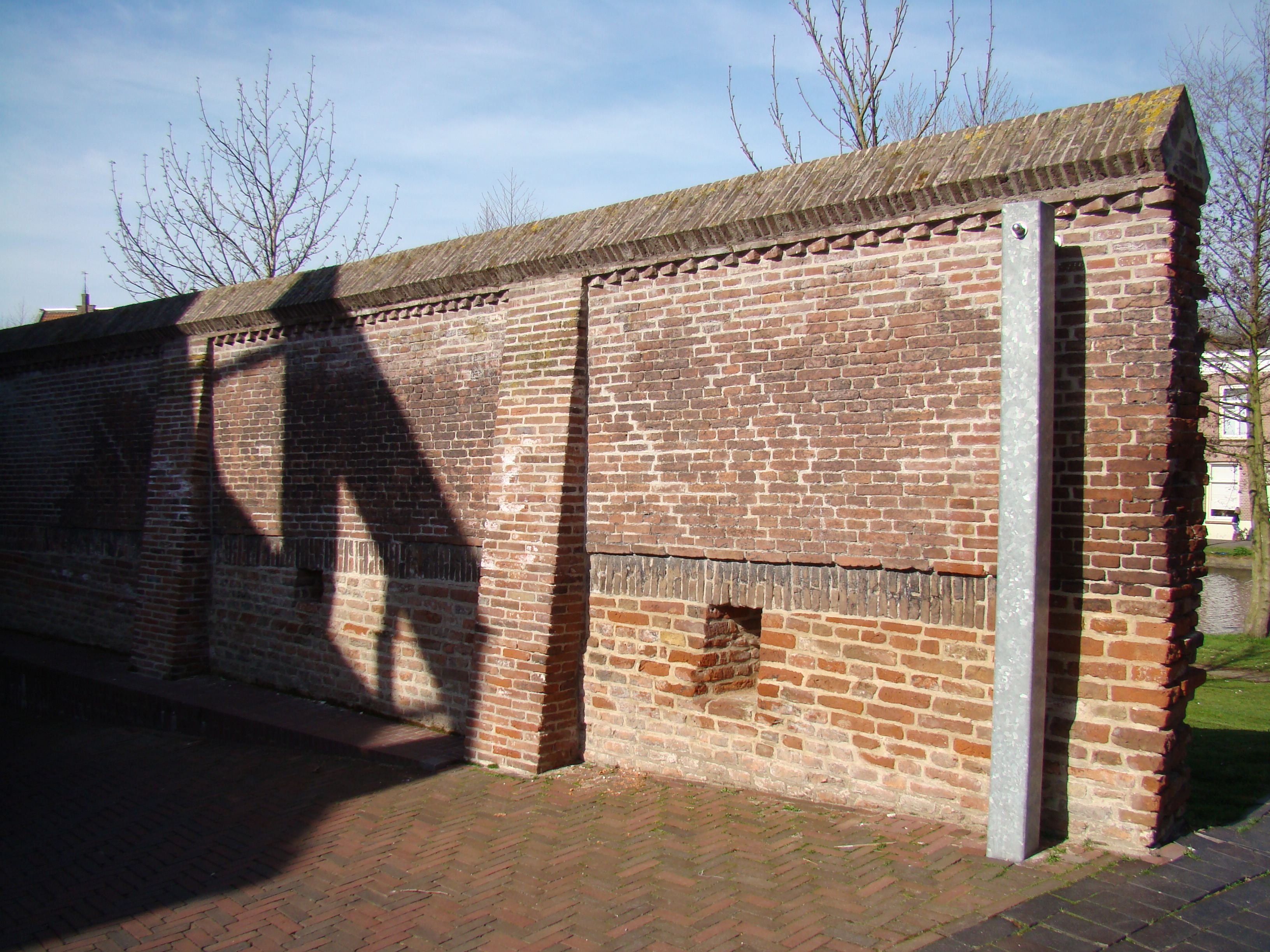
Stadtmauer